# Pachycephala meyeri
El silbador de Vogelkop (Pachycephala meyeri) es una especie de ave paseriforme de la familia Pachycephalidae.

## Distribución geográfica y hábitat
Es endémica de Papúa Occidental, Indonesia.
Su hábitat natural son los bosques montanos húmedos subtropicales o tropicales.